# Giuditta Levato

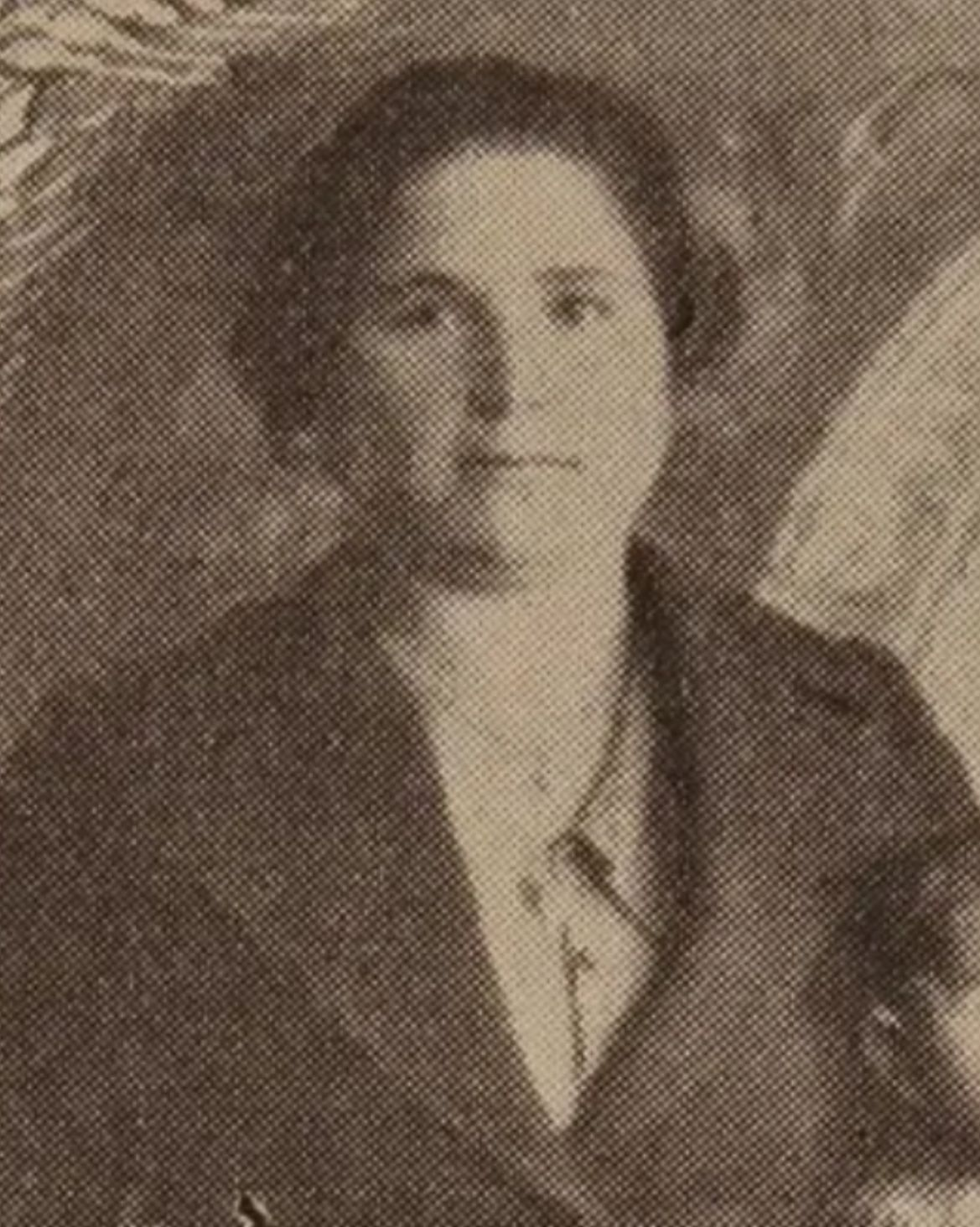
Giuditta Levato

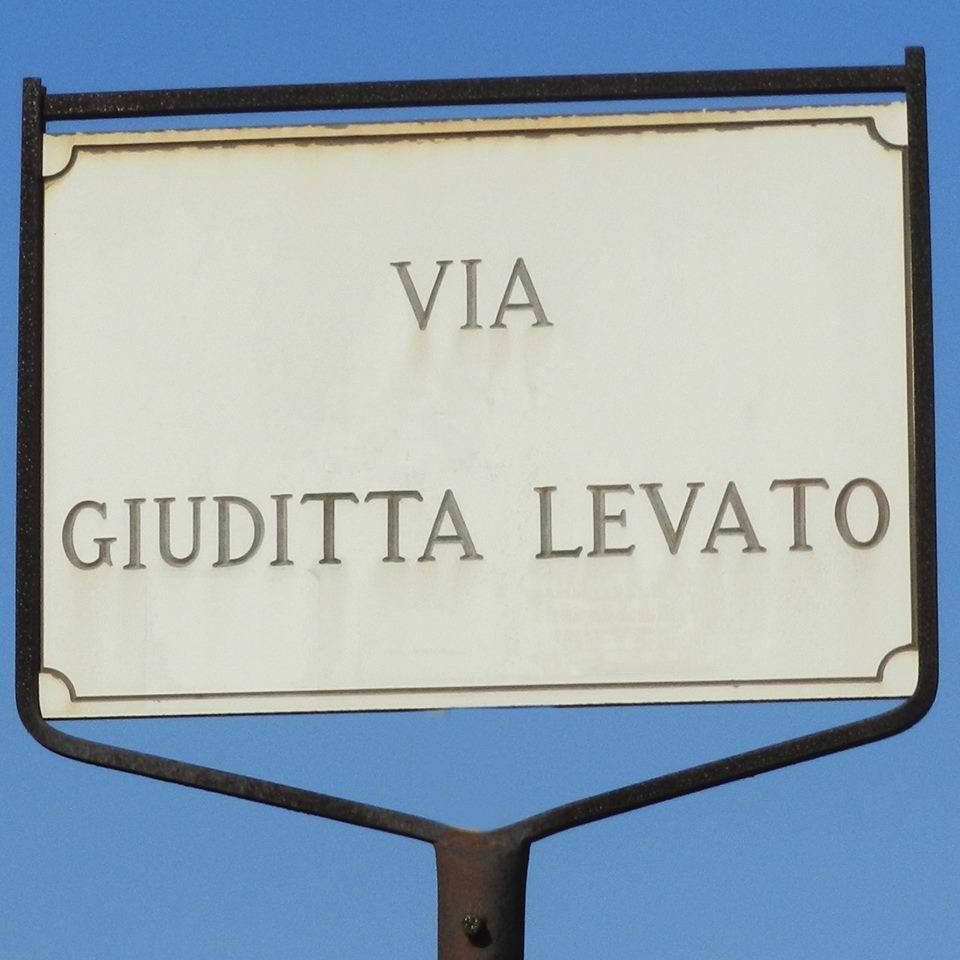
Targa stradale presso Ciampino (RM), intitolata a Giuditta Levato

Giuditta Levato (Albi, 18 agosto 1915 – Calabricata, 28 novembre 1946) è nota per essere stata la prima vittima negli scontri verificatisi nel 1946 in Calabria a seguito della lotta dei contadini al latifondo.

## Biografia
Contadina calabrese, era nativa di Calabricata, all'epoca parte del comune di Albi, oggi di Sellia Marina.
Divenne nota per essere stata la prima vittima della lotta al latifondo in Calabria.
La legge Gullo del 1944 aveva decretato l'assegnazione di alcune terre facenti parte di vari latifondi ai contadini che, riuniti in cooperative, li coltivavano. 
Il provvedimento fu ostacolato dai latifondisti calabresi, che vedevano nei nuovi proprietari contadini dei veri e propri usurpatori. 
Questa situazione causò diversi scontri, talvolta anche violenti, i primi dei quali furono proprio a Calabricata, nel 1946.
Il 28 novembre di quell'anno Giuditta Levato si unì a un gruppo di persone che si scontrò con Pietro Mazza, latifondista del luogo. 
La contesa era stata causata da una mandria di buoi che il Mazza aveva lasciato pascolare nei campi assegnati ai contadini, impedendone quindi la coltivazione. 
Durante la protesta, in circostanze mai del tutto chiarite, dal fucile di una persona al servizio del Mazza partì un colpo che raggiunse la donna all'addome. 
Fu trasportata dapprima a casa e subito dopo in ospedale, ma inutilmente. Morì all'età di 31 anni, mentre era incinta di sette mesi del suo terzo figlio.

## Monumenti
Il 14 febbraio 2025 a Sellia Marina è stata scoperta la statua bronzea in ricordo di Giuditta Levato, realizzata dall'artista Luigi Verrino, collocata nell'omonima Piazza.
La statua rappresenta la tragicità del momento in cui Giuditta Levato viene colpita al ventre dallo sparo del fucile che la condusse alla morte.                                                                       In Piazza Italia della Frazione Calabricata di Sellia Marina (CZ) è ubicata la stele in onore di Giuditta Levato.

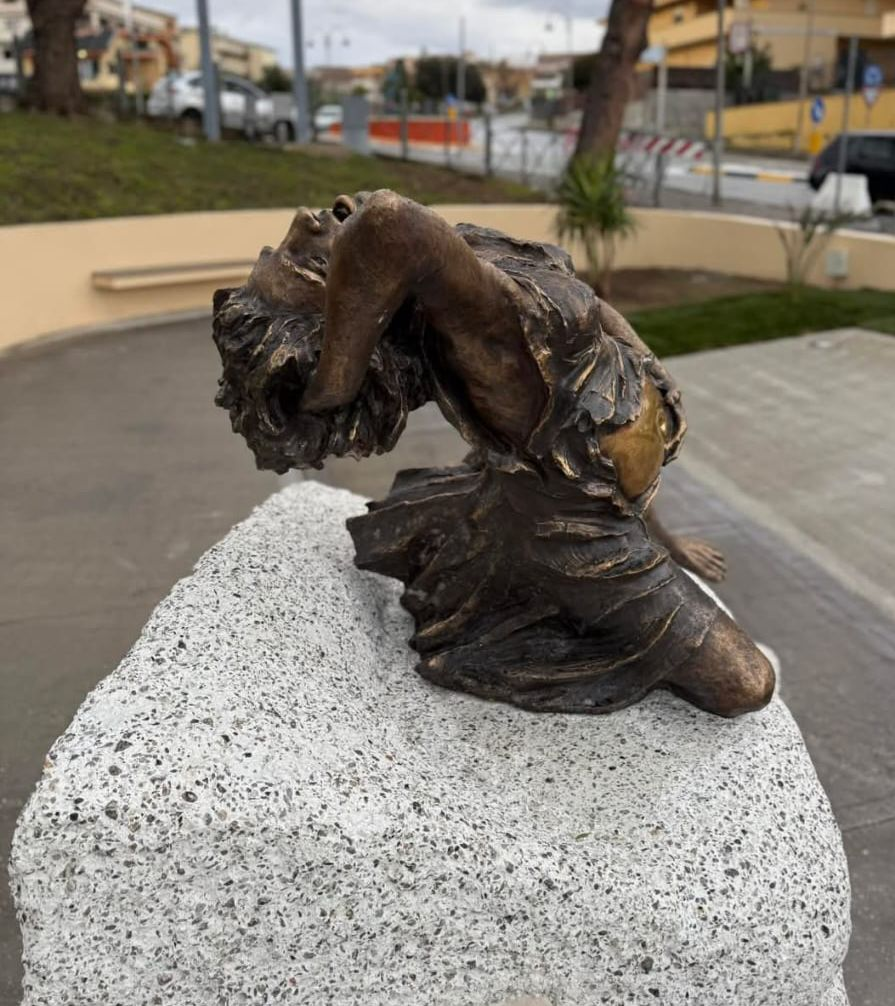
Statua di Giuditta Levato - Sellia Marina (CZ)

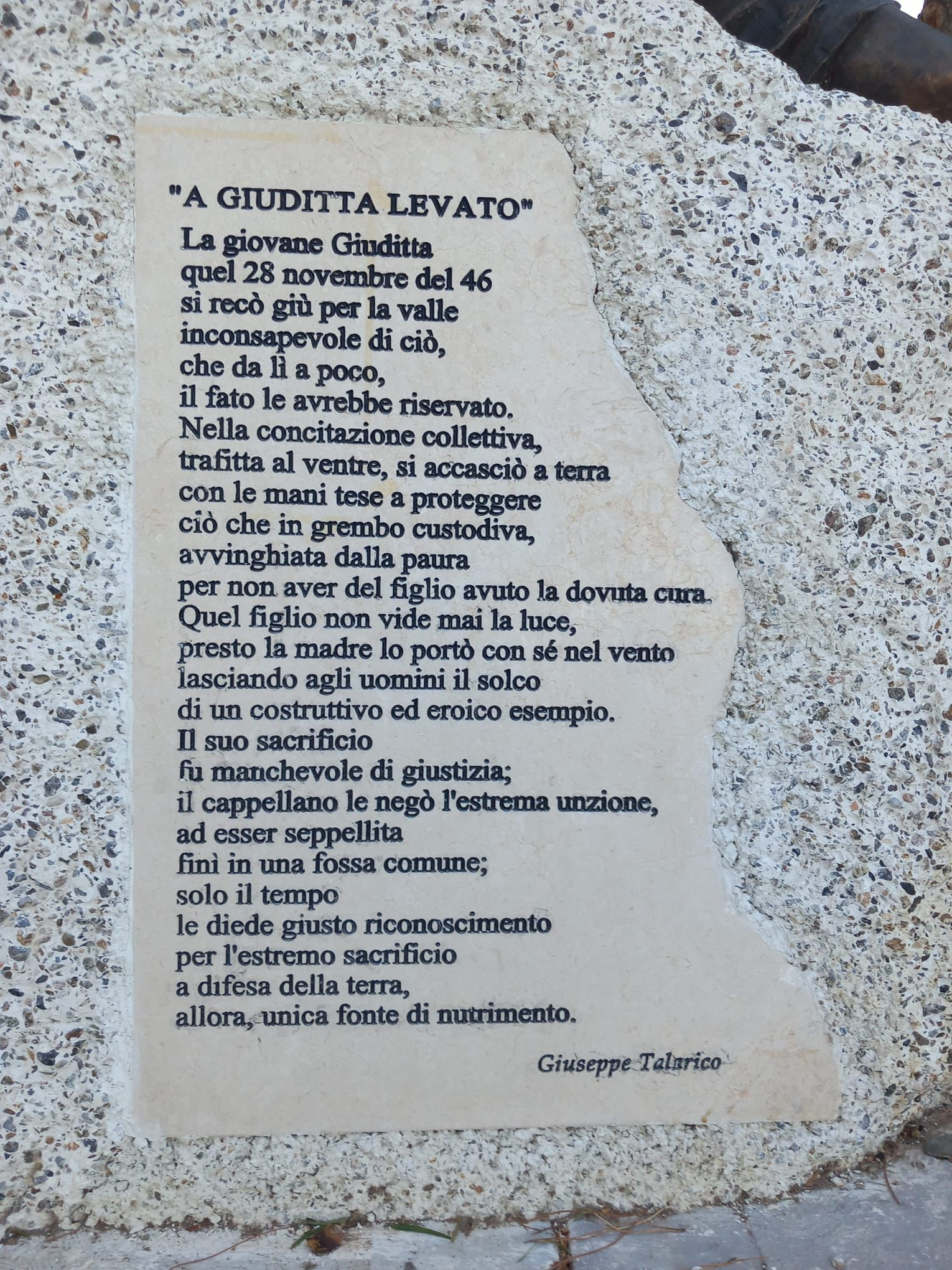
Poesia "A Giuditta Levato" - Sellia Marina (CZ)

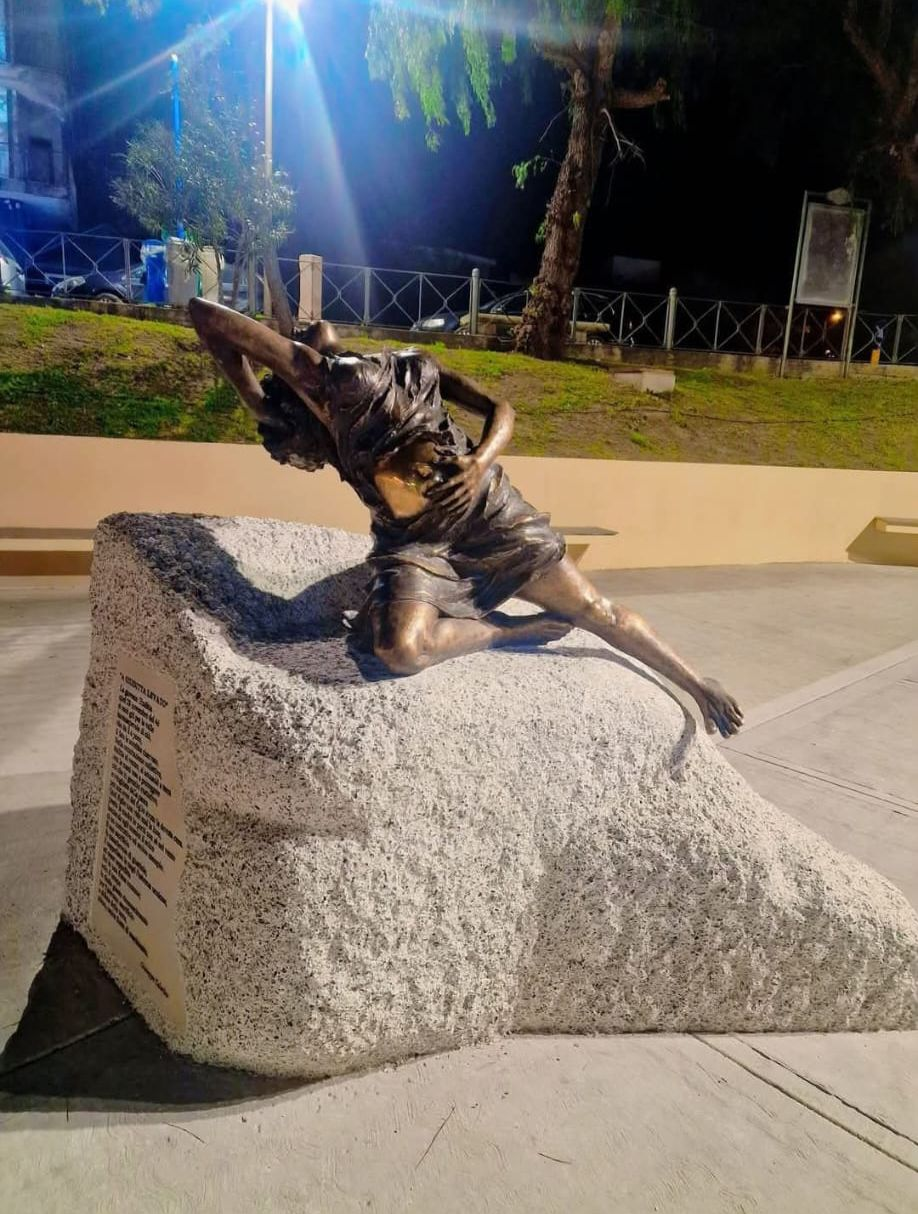
Statua di Giuditta Levato vista da diversa angolazione - Sellia Marina (CZ)

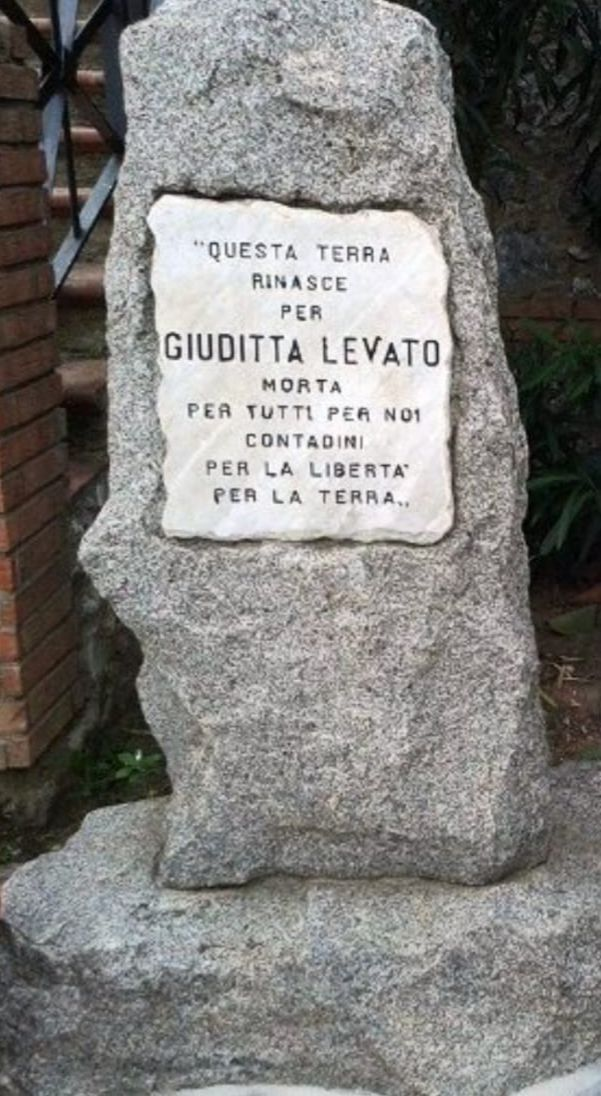
Stele in onore di Giuditta Levato - Frazione Calabricata, Sellia Marina (CZ)

## Riconoscimenti
Nel dicembre 2004 l'Ufficio di Presidenza dell'Assemblea legislativa regionale ha intitolato a Giuditta Levato la sala conferenze di Palazzo Campanella a Reggio Calabria  con la seguente motivazione:
“In omaggio ad una donna che è stata protagonista del suo tempo ma soprattutto in omaggio a tutte le donne calabresi abituate a lavorare sodo e spesso in silenzio. In omaggio a tutte le donne che, pur non avendo molta visibilità perché occupate nel loro lavoro quotidiano, sono uno dei pilastri fondamentali della nostra società e che, al momento giusto, com'è accaduto appunto alla contadina di Calabricata, sanno sfoderare grinta e determinazione e diventare protagoniste del loro destino".
Nel 2009 la scrittrice Lina Furfaro cerca notizie certe sul femminicidio di Giuditta Levato, ma non esiste un libro dedicato alla donna e comincia a cercare negli archivi (romani, calabresi...) e raccogliere testimonianze recandosi dalla sorella Maria Levato e dal figlio Carmelo. Dopo la lunga ed attenta ricerca durata circa tre anni la scrittrice L. Furfaro pubblica il primo libro su questa donna, si tratta di una biografia romanzata con interessante appendice/foto: Giuditta Levato, la contadina di Calabricata, Cosenza, Falco Editore, 2012, premiato in varie occasioni.
Ad oggi il volume è giunto alla sua terza edizione - sempre con Falco Editore - integrata da testimonianze dirette riferite ai fatti del 28 novembre 1946.
L'8 marzo 2017 è stata intitolata a Giuditta Levato la sala conferenze del Museo storico militare di Catanzaro.
A Giuditta Levato sono intitolate diverse strade, sia in Calabria - a Cosenza, Rombiolo,  Spezzano Albanese, San Pietro a Maida, Sellia Marina - che fuori regione - a Pesaro e Ciampino (RM).

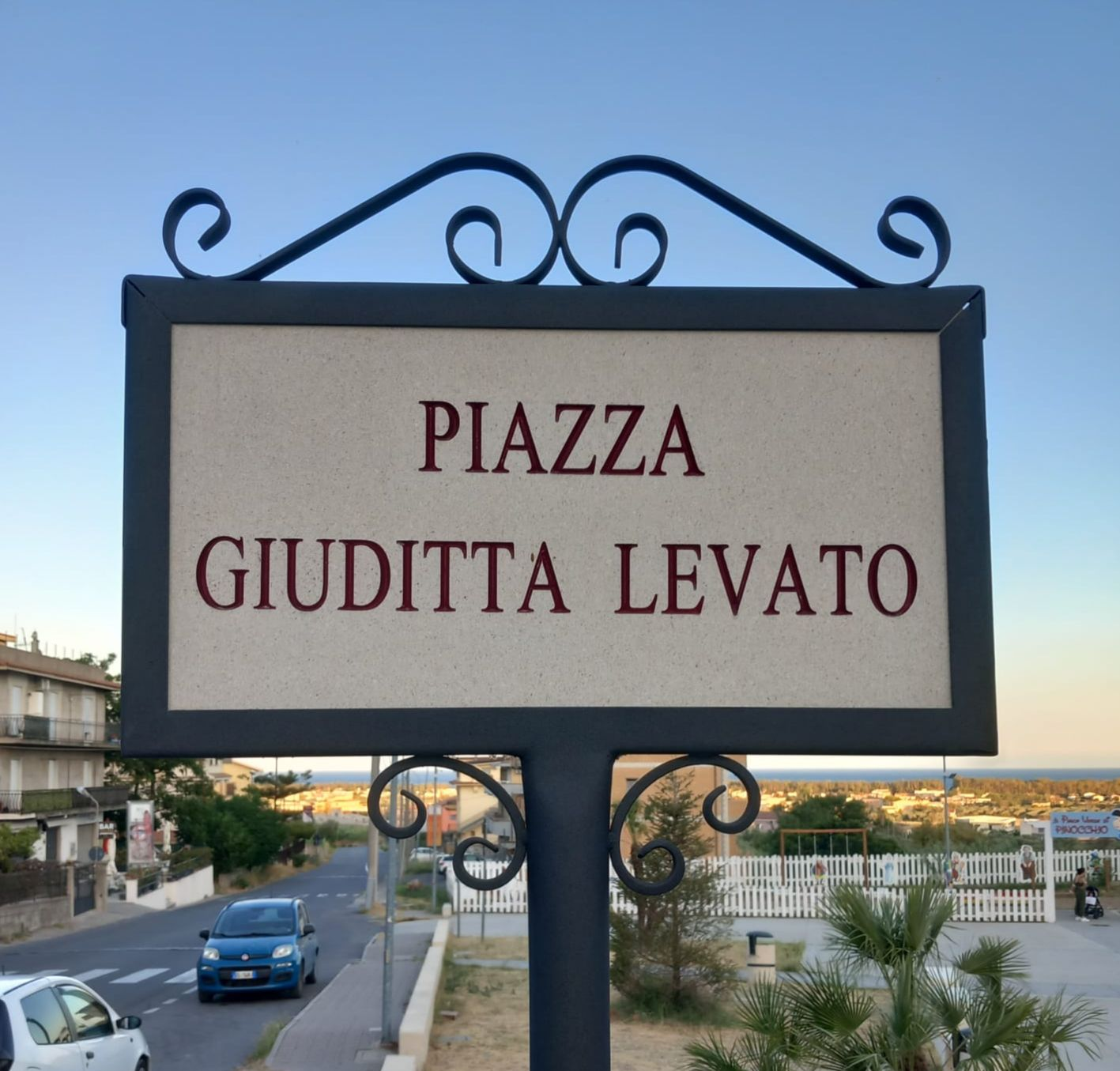
Intitolazione Piazza Giuditta Levato - Sellia Marina (CZ)

A marzo 2018 la cantastorie Francesca Prestia, ispirata dal libro "L'Ape furibonda", scrive e musica la ballata intitolata "Bella Giuditta".                                                                                   